# マティアス・ドネ
マティアス・アベル・ドネ（Matías Abel Donnet、1980年4月18日 - ）は、アルゼンチン・サンタフェ州出身の元サッカー選手、サッカー指導者。現役時のポジションは主にトップ下で、ペナルティーエリアに走んで得点を狙うプレーを得意としていた。

## 選手経歴
ウニオンでプロデビューし、2001-02シーズンにヴェネツィアFCでプレーした。2002年から2005年までボカ・ジュニアーズでプレーした。2003年の インターコンチネンタルカップでは、ACミランを相手に得点を決めて、MVPに選出された。その後は母国のみならず、アメリカやパラグアイでもプレーした。

## タイトル
ボカ
- プリメーラ・ディビシオン : 2003前期
- コパ・リベルタドーレス : 2003
- インターコンチネンタルカップ : 2003
- コパ・スダメリカーナ : 2004

個人タイトル
- インターコンチネンタルカップMVP : 2003